# Neu Goldbeck
Neu Goldbeck ist ein Wohnplatz im Ortsteil Wendemark der Gemeinde Altmärkische Wische im Landkreis Stendal in Sachsen-Anhalt.

## Geografie
Neu Goldbeck, ein Hof in der Wische gegenüber der Havelmündung in der Elbe, liegt etwa 2½ Kilometer nordöstlich von Wendemark und 2 Kilometer nordwestlich der Stadt Werben (Elbe) nahe der Wendemarker Wässerung, die unweit des westlichen Elbufers beginnt. Südwestlich liegen der Elendshof und der Wöllmerstift.

## Geschichte
Die erste Erwähnung stammt aus dem Jahre 1541 als vff dem hofe vor Werben der Sehehoff genant. Der Hof vor Werben war im Wiederkaufsbesitz des Bürgers Krüger zu Werben. Weitere Nennungen sind 1653 Sehehoff zue Wendemarck, 1789 Guth Neu Goldbeck.
Der Seehof war zweigeteilt. Der erste Teil gehörte vor 1541 den von Königsmark, 1573–1619 den vom Kloster. Er ging 1619 an die von Redern. 1644 bis nach 1703 gehörte es dem Werbener Bürgermeister Lorenz Gleim, der den Teil 1644 von den Interessenten und Kreditoren von Jagow, Goldbeck und Kalben erworben hatte. 1672 heiratete Johannes Marpurg aus Seehausen die Tochter von Lorenz Gleim und zog auf den Seehof. Ihr gemeinsamer Sohn Friedrich Wilhelm Marpurg, geboren am 21. November 1717 auf dem Seehof, wurde ein bekannter Musiktheoretiker. Bei seinem Studium an der Universität Halle lernte er Johann Joachim Winckelmann kennen. Er führte später einen Briefwechsel mit ihm. Der erste Teil vom Seehof gehörte bis 1753 der Familie Marpurg, wurde vom Sohn, wie vom Vater ererbt, ging an seine Mutter, geborene Hupe, später verwitwete Dölle, wurde danach zediert, 1753 an deren Sohn Gottlieb Christian Dölle und wurde letztendlich 1776 an den zweiten Teil des Ortes, das spätere Neugoldbeck, abgetreten.
Über den zweiten Teil von Seehof berichtet Rohrlach, dass der Geheime Tribunalsrat Goldbeck, seit der Adelserneuerung von 1778 von Goldbeck, das ritterfreie Steils-Land vor Werben 1776 von den Scholwinschen Erben eingelöst, mit Wirtschaftsgebäuden versehen und ihm 1777 den Namen Neugoldbeck gegeben hatte. Heinrich Julius von Goldbeck wurde später preußischer Großkanzler und Justizminister.
Im Jahre 1804 hieß das adlige Gut Neu-Goldbeck, ehedem Seehof. Im Jahre 1928 hatte das Gut eine landwirtschaftliche Nutzfläche von 200 Hektar und gehörte Bernhard Giesecke.
Im Jahre 2016 wurde das Wirken des Musiktheoretikers Friedrich Wilhelm Marpurg vom Arbeitskreis Werbener Altstadt und zusammen mit dem Magdeburger Genealogen Wolfgang Brandt untersucht. Zum 300. Geburtstag im Jahre 2019 wurde Marpurg in Werben mit einem Symposium geehrt.

### Einwohnerentwicklung
| Jahr | Einwohner |
| ---- | --------- |
| 1789 | 45        |
| 1798 | 42        |
| 1801 | 40        |
| 1818 | 44        |
| 1840 | 36        |

| Jahr | Einwohner |
| ---- | --------- |
| 1871 | 41        |
| 1885 | 29        |
| 1895 | 43        |
| 1905 | 22        |

Quelle:

## Religion
Die evangelischen Christen aus Neu Goldbeck gehören zur Kirchengemeinde Wendemark und damit früher zur Pfarrei Wendemark bei Werben an der Elbe. Die Kirchengemeinde gehört heute zum Kirchspiel Werben. Ursprünglich vom Pfarrbereich Werben betreut, wird sie seit 2018 vom Pfarrbereich Seehausen des Kirchenkreises Stendal im Bischofssprengel Magdeburg der Evangelischen Kirche in Mitteldeutschland betreut.

## Kultur und Sehenswürdigkeiten
Das Rittergut Neu Goldbeck steht unter Denkmalschutz.

## Persönlichkeiten
- Friedrich Wilhelm Marpurg (1718–1795), deutscher Musiktheoretiker, -kritiker und -historiker der Aufklärung, geboren in Seehof
- Heinrich Julius von Goldbeck (1733–1818), preußischer Großkanzler und Justizminister, Besitzer der Ritterguts Neugoldbeck